# Evangelische Kirche Roßdorf (Bruchköbel)

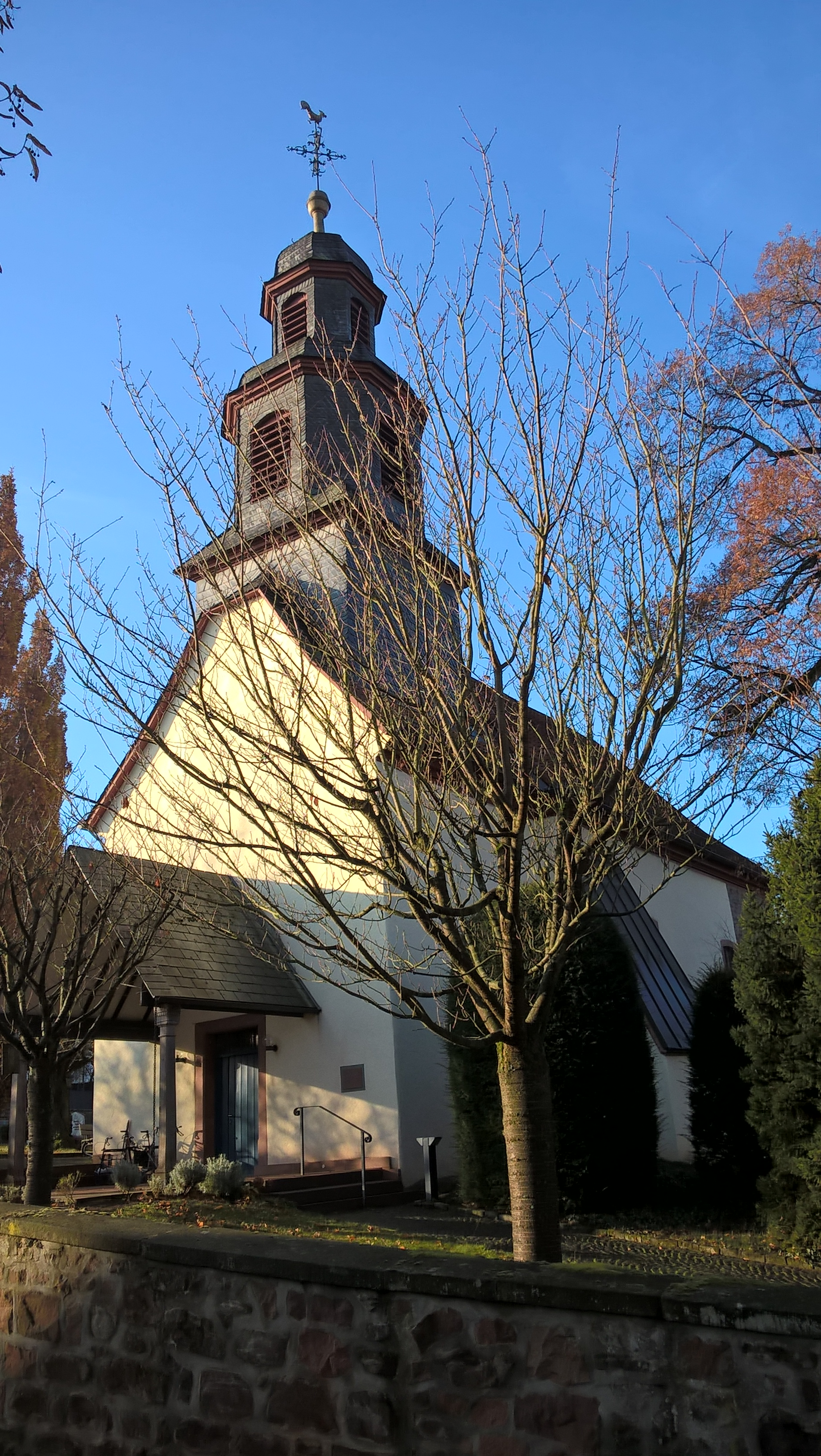
Evangelische Kirche Roßdorf (Bruchköbel)

Die Evangelische Kirche Roßdorf ist ein denkmalgeschütztes Kirchengebäude, das in Roßdorf steht, einem Ortsteil der Gemeinde Bruchköbel im Main-Kinzig-Kreis in Hessen. Die Kirchengemeinde gehört zum  Kirchenkreis Hanau im Sprengel Hanau-Hersfeld der Evangelischen Kirche von Kurhessen-Waldeck.

## Beschreibung
Der romanische Kernbau der Saalkirche wurde 1765 im Inneren umgebaut und in ihrer Ausrichtung nach Westen gedreht. Aus dem Satteldach des Kirchenschiffs erhebt sich im Osten ein quadratischer Dachreiter, der einen achteckigen, mit einer geschwungenen Haube mit Laterne bedeckten Aufsatz hat, der hinter den Klangarkaden den Glockenstuhl beherbergt, in dem zwei Kirchenglocken hängen, die 1742 und 1745 von den Glockengießern Schneidewind gegossen wurden. Die Kirchenausstattung stammt aus dem 18. Jahrhundert. Die Orgel wurde 1851 von Bernhard Schmidt gebaut.